# Aslı Tandoğan
Aslı Tandoğan (* 2. April 1979 in Ankara) ist eine türkische Schauspielerin.

## Leben und Karriere
Tandoğan wurde am 2. April 1979 in Ankara geboren. Sie studierte an der Hacettepe-Universität. Ihr Debüt gab sie 2003 in der Fernsehserie Çınaraltı. Bekanntheit erlangte sie 2007 in der Serie Dudaktan Kalbe. Im selben Jahr war sie in dem Film Für Liebe und Ehre zu sehen. Anschließend trat sie 2012 in Bir Zamanlar Osmanlı auf. 
Außerdem setzte sie 2013 ihre Karriere in Leyla ile Mecnun fort. Von 2016 bis 2017 spielte Tandoğan in Muhteşem Yüzyıl: Kösem mit. 2023 bekam sie in der Serie Üvey Anne eine Hauptrolle.
Seit 2014 ist Tandoğan mit Cahit Tan verheiratet.

## Filmografie (Auswahl)
Filme
- 2007: Für Liebe und Ehre
- 2013: Behzat Ç. Ankara Yanıyor
- 2014: Kendime İyi Bak
- 2019: Söz Vermiştin
- 2020: Hayalet 3: Yaşam
- 2023: Kadınlara Mahsus
- 2023: Son Akşam Yemeği

Serien
- 2003: Çınaraltı
- 2005: Aşka Sürgün
- 2007: Dicle
- 2009–2010: Kapalıçarşı
- 2013: Bir Zamanlar Osmanlı
- 2013: A.Ş.K
- 2015–2016: Muhteşem Yüzyıl: Kösem
- 2018: Yuvamdaki Düşman
- 2022: Üvey Anne